# Džerba (řeka)
Džerba (rusky Джерба, jakutsky Дьэрбэ) je řeka v Jakutské republice v Rusku. Je 320 km dlouhá. Povodí má rozlohu 8 780 km².

## Průběh toku
Vzniká soutokem řek Kjujech-Ottooch a Mas-Turuchtaach. Teče po východním okraji Středosibiřské pahorkatiny na jih. Je to levý přítok Leny.

## Vodní režim
Zdrojem vody jsou dešťové a sněhové srážky.